# 淑媛李氏
淑媛李氏は李氏朝鮮の歴代国王とその家族を記録した『朝鮮王朝実録』によると、3名実在する。このページでは第11代王中宗の後宮について記述する。
淑媛 李氏（しゅくえん りし、スグォン イシ、숙원 이씨、生年不詳 - 1520年）は、李氏朝鮮王朝第11代国王中宗の側室。

## 生涯
彼女については重臣の娘以外、いつ宮廷に入ったのか一切不明である。李氏は国王の目に留まり「聖恩」（ソンウン、寵愛）を受け、側室となり従四品淑媛の称号を与えられた。中宗との間に2人の翁主（オンジュ）を儲けたが産褥により死去した。

## 子女
- 貞順翁主 李貞環（1517年 - 1581年）
- 孝静翁主 李順環（1520年 - 1544年）

## 淑媛李氏が登場する作品
- 宮廷女官チャングムの誓い（2003年-2004年、MBS） - 演：パク・ウネ